# 歯科助手
歯科助手（しかじょしゅ）は歯科医院などで一般的な雑務を行う者のこと。国家資格や法律などで特に定義、分類されているものではない。なお、日本の法律では、歯科診療補助は歯科衛生士法に基づき歯科衛生士と、一部の業務を除いて看護師にしか許されておらず、歯科助手が行うことは出来ない。 主な業務内容としては、器具の清掃・準備、患者の介添、石膏などの練和、受付などである。デンタルエステ業務に従事する者もいる。

## 概要
国家資格が必要な歯科衛生士に対して、歯科助手は特に資格を必要としない。ただし、基本的な知識を備えた人材を確保する目的で日本歯科医師会が認定する民間資格が存在する。

### 日本歯科医師会認定歯科助手資格制度
日本歯科医師会による認定制度が存在し、以下の分類がある。
- 乙種第一
- 乙種第二
- 甲種

講習会を受講、医院での臨床実習することによって試験認定される。ただし、各都道府県・市区町村歯科医師会によって受講資格等にばらつきがある。受講には、資格制限がある。

### 問題点
歯科助手に治療をさせている歯科医師も存在し、問題となっている。

## 日本国外の歯科助手
アメリカではDental assistantと呼ばれる業種が日本の歯科助手にほぼ該当する職種となる。州によりDental assistantのライセンスが必要な場合と不必要な場合があり対応が分かれている。